# Trombon

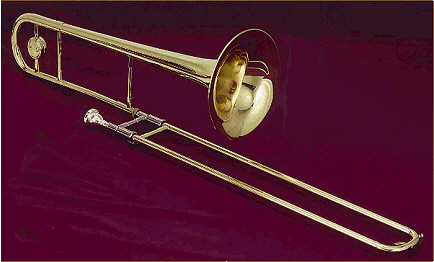
Trombon

Trombonul (pl. tromboane când este vorba de instrumentul în sine, tromboni pentru interpreți la trombon în cadrul unei orchestre – la descrierea instrumentației) este un instrument muzical din alamă.

## Construcție
Sunetul este produs când buzele instrumentistului (formând ambușura) vibrează printr-o tehnică specifică, punând coloana de aer din instrument, la rândul ei, în vibrație. Ambușura permite de regulă emisia unei singure armonice superioare din seria dată de acordajul instrumentului și de poziția în care se cântă; tensiunea aplicată de instrumentist asupra buzelor crește pentru sunete mai înalte și scade în sens opus. Față de alte alămuri, trombonul își modifică poziția (pentru accesarea altor serii de armonice) nu prin pistoane sau valve, ci printr-o culisă telescopică. Este posibilă alunecarea între poziții, ceea ce permite instrumentului glissandi între anumite înălțimi.

## Familia tromboanelor
Există mai multe tipuri de tromboane:
- tenor
- bas
- contrabas
- alto
- sopran
- sopranino
- piccolo
- cu ventile

## Istoric
De-a lungul timpului, instrumentul s-a schimbat mult mai puțin decât alte alămuri (trompeta, cornul), existența culisei constituind un avantaj față de acestea până la începutul secolului XIX, deoarece permitea emiterea mai multor serii de armonice unde trompeta și cornul (la acea vreme „naturale”, deci lipsite de valve sau pistoane) nu aveau la dispoziție decât una singură. Trombonul apare după 1400 și este răspândit în Renaștere și Baroc sub denumirea de sacbut.

## Repertoriu
Instrumentul este folosit atât în muzica cultă cât și în cea de divertisment (de exemplu, în muzica militară și în jazz).